# Euphysora valdiviae
Euphysora valdiviae är en nässeldjursart som beskrevs av Ernst Vanhöffen 1911. Euphysora valdiviae ingår i släktet Euphysora och familjen Corymorphidae. Inga underarter finns listade i Catalogue of Life.